# Papilio buddha
Papilio buddha – gatunek motyla z rodziny paziowatych (Papilionidae). Występuje na obszarze łańcucha górskiego Ghatów Zachodnich w Indiach. Przypomina gatunek Papilio palinurus, ale jest od niego większy – osiąga rozpiętość skrzydeł od 10,7 do 15,5 cm. Występujący lokalnie, ale powszechnie. Nie jest wprawdzie zagrożonym gatunkiem, ale chroni go prawo Indii.